# Velimir Sombolac
Velimir Sombolac (v srbské cyrilici: Велимир Сомболац; 27. února 1939 – 22. května 2016) byl jugoslávský fotbalista a trenér. Byl součástí jugoslávského týmu, který vyhrál zlato na Letních olympijských hrách 1960.

## Hráčská kariéra

### Klubová kariéra
Po vzoru svého staršího bratra Petara začal hrát v klubu FK BSK Banja Luka, kde se svým týmem překvapivě dosáhl třetího místa na jugoslávském národním šampionátu mládeže. Po tomto úspěchu dostal trenér BSK Aco Mastala nabídku na přesun do hlavního městského klubu FK Borac Banja Luka, kam si přivedl některé vyzkoušené hráče, mezi nimiž byl i Velimir Sombolac.
Během angažmá v Boracu nezůstaly Sombolacovy dobré výkony bez povšimnutí. Kromě toho, že začal reprezentovat jugoslávský tým do 21 let, během dvou sezón obdržel pozvánku k přestupu do jednoho z největších jugoslávských klubů, bělehradského FK Partizan. Tam hrál po boku hvězd jako byli Milutin Šoškić, Milan Galić, Fahrudin Jusufi a další. Odehrál zde šest sezón, s celkovým počtem 260 zápasů, a čtyřikrát se stal národním šampionem. V roce 1965 přestoupil do NK Olimpija Lublaň, kde hrál až do roku 1970. Společně s Mišo Smajlovićem, Arslanagićem a opět Šoškićem měli možnost udělat z Olimpije jeden z nejatraktivnějších jugoslávských prvoligových týmů.
V roce 1970 se místo toho, aby přestoupil do zahraničí (jako mnoho jiných jugoslávských hráčů v té době a v jeho věku), stal hráčem druholigového HNK Orijent Rijeka. Odehrál zde jednu sezónu, následně se vrátil do FK Borac Banja Luka, kde v roce 1973 ukončil hráčskou kariéru.

### Reprezentační kariéra
Poté, co odehrál deset zápasů za jugoslávský tým do 21 let a také pět za národní B tým, byl povolán do týmu, jenž reprezentoval Jugoslávii na Letních olympijských hrách 1960 v Římě. Jugoslávie získala zlato, když v semifinále vyřadila hostitelskou Itálii a ve finále porazila Dánsko 3:1. Sombolac odehrál pět zápasů za jugoslávskou fotbalovou reprezentaci, jeho posledním byl právě zápas na olympijských hrách v září 1960 v semifinále proti Itálii.

## Trenérská kariéra
Hned po odchodu do důchodu v roce 1973 převzal vedení malého regionálního klubu FK Sloga Gornji Pogradci, který mu poskytl zásadní zkušenosti pro návrat do Boracu v roce 1974, kde byl až do roku 1976 asistentem hlavního trenéra. Během těchto let hrál Borac jedno finále jugoslávského poháru, hrál také v Poháru vítězů pohárů a vybojoval postup do jugoslávské první ligy. Poté se ujal role hlavního manažera FK Kozara Gradiška. Po třech sezónách v klubu zůstal, ale našel své pravé poslání, kterým byla práce s mládeží.
Po rozpadu Jugoslávie působil ve Fotbalové asociaci Republiky srbské, kde pomáhal trénovat všechny mládežnické kategorie. V letech 1998 až 2001 byl hlavním trenérem oficiálního fotbalového týmu Republiky srbské.

## Úspěchy

### Klubové
Partizan
- Jugoslávská Prva liga (4): 1960/61, 1961/62, 1962/63, 1964/65

### Reprezentační
Jugoslávie
- Letní olympijské hry 1960: Zlatá medaile